# Klif fiskalny

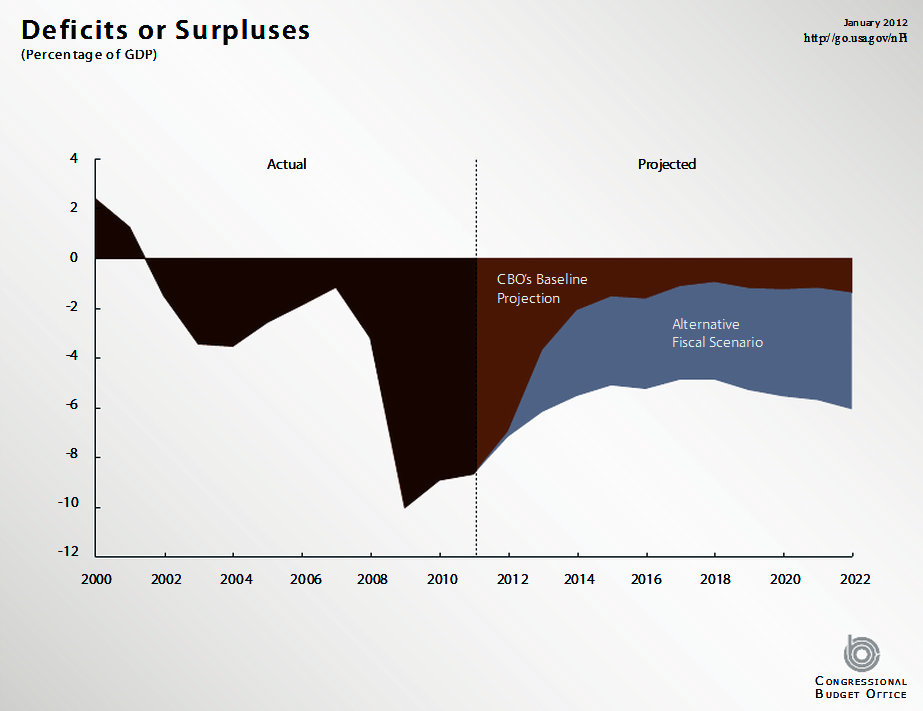
Deficyt budżetowy USA

Klif fiskalny (z ang. fiscal cliff) – termin oznaczający gwałtowną redukcję deficytu budżetowego poprzez podwyższenie podatków i cięcia w wydatkach budżetowych w celu ograniczenia deficytu budżetowego.
Zagrożenie zaistnienia tego typu sytuacji ma miejsce z końcem 2012 w USA, ze względu na wygasanie z końcem 2012 roku ulg podatkowych i automatycznie wchodzące w życie cięcia w wydatkach publicznych w przypadku braku zmian w regulacjach prawnych.